# 北塔区
北塔区（ほくとう-く）は中華人民共和国湖南省邵陽市に位置する市轄区。

## 行政区画
- 街道：新灘鎮街道、状元洲街道、田江街道、茶元頭街道
- 鎮：陳家橋鎮